# Ripon (Verenigd Koninkrijk)
Ripon is een civil parish met de officiële titel van city, in het bestuurlijke gebied Harrogate, in het Engelse graafschap North Yorkshire. De plaats telt 16.702 inwoners en is een van de kleinste plaatsen met stadsrechten in het Verenigd Koninkrijk.
Ripon heette eerder Inhrypum en werd gesticht door Wilfrid van York.
Ripon heeft een kathedraal. Ten zuidwesten van de stad liggen de ruïnes van Fountains Abbey.
Ten zuidoosten van Ripon, nabij Littlethorpe, ligt de paardenrenbaan Ripon Racecourse, waar sedert 1900 paardenrennen worden gehouden.

## Geboren
- Charles Hudson (1828-1865), alpinist, bekend van de eerste beklimming van de Matterhorn